# Miradouro do Pico do Paul

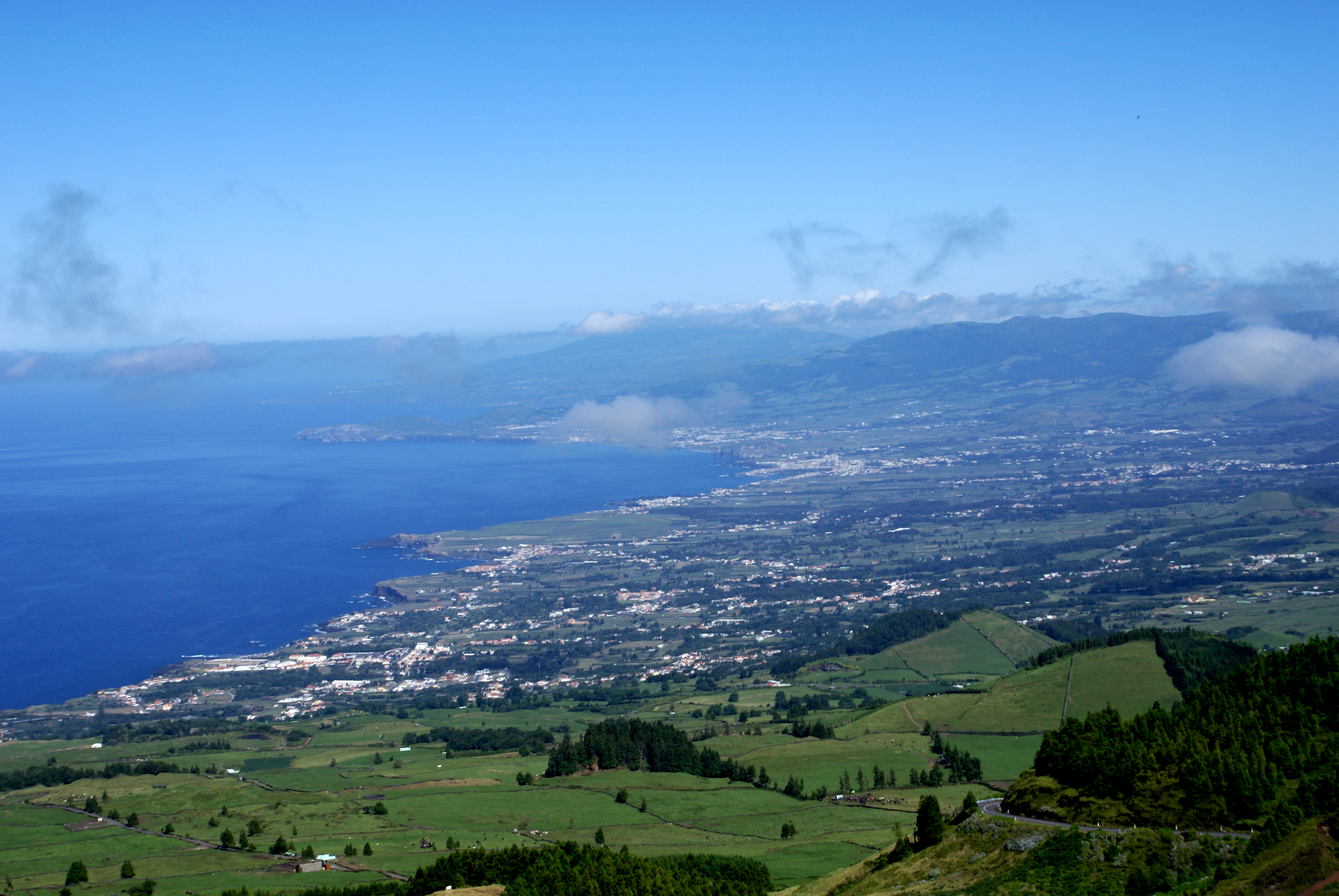
Miradouro do Paul

O Miradouro do Pico do Paul é um miradouro português localizado nas Feteiras, concelho de Ponta Delgada, ilha açoriana de São Miguel.
Este miradouro localizado a grande altitude oferece uma vista imensa que se perde na distância. A vista estende-se pelas costas norte e sul e pelas montanhas do interior.
Nas proximidades deste miradouro encontra-se a Lagoa Empadadas e a Lagoa Rasa.